# Konstantin Loktev
Konstantin Borisovič Loktev (in russo Константин Борисович Локтев?; Mosca, 16 aprile 1933 – Mosca, 4 novembre 1996) è stato un hockeista su ghiaccio sovietico.

## Palmarès

### Olimpiadi invernali
- Oro a Innsbruck 1964.
- Bronzo a Squaw Valley 1960.